# 리코일 (2011년 영화)
리코일(Recoil)은 캐나다에서 제작된 테리 마일즈 감독의 2011년 액션 영화이다. 스티브 오스틴 등이 주연으로 출연하였다.

## 출연

### 주연
- 스티브 오스틴
- 대니 트레조

### 조연
- 노엘 구글리에미
- 세린다 스완
- 키스 자딘